# Ozarba brunnea
Ozarba brunnea là một loài bướm đêm trong họ Noctuidae.